# Amphistichus
Amphistichus és un gènere de peixos pertanyent a la família dels embiotòcids.

## Taxonomia
- Amphistichus argenteus (Agassiz, 1854)[2]
- Amphistichus koelzi (Hubbs, 1933)[3]
- Amphistichus rhodoterus (Agassiz, 1854)[4][5][6][7][8][9][10]